# Grumento Nova
Grumento Nova község (comune) Olaszország Basilicata régiójában, Potenza megyében.

## Fekvése
Az Agri folyó völgyében fekszik, a megye központi részén. Határai: Sarconi, Tramutola, Viggiano, Montemurro, Spinoso és Marsicovetere.

## Története
A települést Saponara néven az ókori római Grumentum lakosai alapították, miután városukat 954-ben a szaracénok elpusztították. 1857-ben a város egy földrengés során szinte teljes mértékben elpusztult. Nevét 1863-ban Grumentóra változtatták, majd 1932-ben megtoldották a Nova jelzőre, megkülönböztetésképpen az ókori várostól.

## Népessége
A népesség számának alakulása:

## Főbb látnivalói
- Salus Infirmorum - máriás szentély
- Sant’Antonino martire di Apamea-templom
- Sant’Infantino-templom
- Madonna del Rosario-templom (1680)
- Grumentum romjai